# سيلفرتون (كولورادو)
سيلفرتون (بالإنجليزية: Silverton, Colorado)‏ هي بلدة تقع في مقاطعة سان خوان، كولورادو - مقر المقاطعة بولاية كولورادو في الولايات المتحدة. تأسست عام 1874، تبلغ مساحتها 2.1 (كم²)، وترتفع عن سطح البحر 2837 م، بلغ عدد سكانها 638 نسمة في عام 2010 حسب إحصاء مكتب تعداد الولايات المتحدة وتصل الكثافة السكانية فيها 253.3 نسمة/كم2.

## وصلات خارجية
- Town of Silverton
- The US50 - Cities and Towns in Colorado State
- Colorado Cities and Towns, Facts, Map, Flag, Colleges, Government, and More